# Maison du roi (Belgique)
Pour les articles homonymes, voir Maison du roi (homonymie).
 (juin 2021).
Si vous disposez d'ouvrages ou d'articles de référence ou si vous connaissez des sites web de qualité traitant du thème abordé ici, merci de compléter l'article en donnant les références utiles à sa vérifiabilité et en les liant à la section « Notes et références ».
 (juin 2021).
La maison du roi (officiellement : maison de Sa Majesté le Roi), en Belgique, est la maison royale du roi des Belges.

## Histoire
Elle a été fondée le 23 juillet 2013, après la prestation de serment du roi Philippe.

## Composition
Selon la loi, le roi des Belges est assisté de différents collaborateurs qui forment la « maison de Sa Majesté le Roi ». 
Le nombre des collaborateurs mis à disposition par l'État, strictement réglementé par la loi du 27 novembre 2013, est fixé à 35. 
Les collaborateurs directs sont des fonctionnaires ou diplomates qui l'assistent dans l'accomplissement de sa fonction de chef de l'État. Le nombre peut aller jusqu'à 300 personnes, si l'on compte secrétaires, archivistes, jardiniers, personnel d'entretien, de nettoyage, cuisiniers, domestiques, gardes du corps ou policiers fédéraux assurant la sécurité.
Dans l'exercice de ses prérogatives de chef de l'État, le personnel supplémentaire est à la charge du roi et sa rémunération provient de sa liste civile.
Elle se compose de six services :
- Le [cabinet du roi : il a pour fonction d’assister le roi dans l’ensemble de ses domaines d’activités (politique, législatif, judiciaire, administratif, diplomatique, etc.).
- Le secrétariat général du roi : il assume la coordination générale des activités du roi, de la reine et des membres de la famille, sur les plans protocolaires, programmatiques et logistiques. Les membres du secrétariat général sont également chargés des contacts du roi avec la société civile en Belgique.

Depuis 2006, le titre de « grand maréchal » n’existe plus à la Cour royale, à la suite d’une réorganisation effectuée par le roi Albert II. Aujourd’hui, il porte le titre de « secrétaire général ». Le secrétaire général du roi est donc l’équivalent de l’ancien grand maréchal de la Cour. 
Dans l’exercice de ses fonctions, le secrétaire général est tenu d’être informé en permanence sur les grands sujets de société en Belgique. Il a pour mission de proposer et de préparer les activités du roi et de la reine, et de coordonner les audiences du roi avec les représentants de la société civile. Le secrétaire général supervise toutes les activités de la famille royale. Il préside les réunions du comité de coordination qui rassemble les principaux collaborateurs de la maison du roi.
- La  maison militaire du roi ;
- La liste civile du roi : c'est le budget mis à la disposition du roi par l’État. La liste civile permet d'assurer ses dépenses. Selon l'article 89 de la Constitution, la liste civile est fixée au début de chaque règne. Cela permet de ne pas remettre son montant en question à chaque budget.

Pour le règne du roi Philippe, la loi du 27 novembre 2013, publiée au Moniteur belge le 30 décembre 2013, fixe le montant à 11.554.000 euros. La loi prévoit que cette somme évoluera de la même manière que l'indice des prix à la consommation des traitements, salaires, pensions, allocations et subventions à charge du trésor public. 
Par ailleurs, cette loi prévoit la possibilité de mettre à disposition du roi jusqu'à 35 agents de l’État ou membres des corps spéciaux. Toutes les dépenses en personnel qui excèdent ce maximum sont à charge de la liste civile. En outre, le palais royal de Bruxelles et le Château royal de Laeken, appartenant tous deux au patrimoine de l’État fédéral, sont mis à la disposition du roi pour l'exercice de sa fonction. L'entretien intérieur ainsi que l'ameublement sont à charge de la liste civile. L’État fédéral prend à sa charge les frais de chauffage du palais royal de Bruxelles.
- Le secrétariat de la reine;
- Le détachement de sécurité[4].

Cela représente un total de 300 personnes.

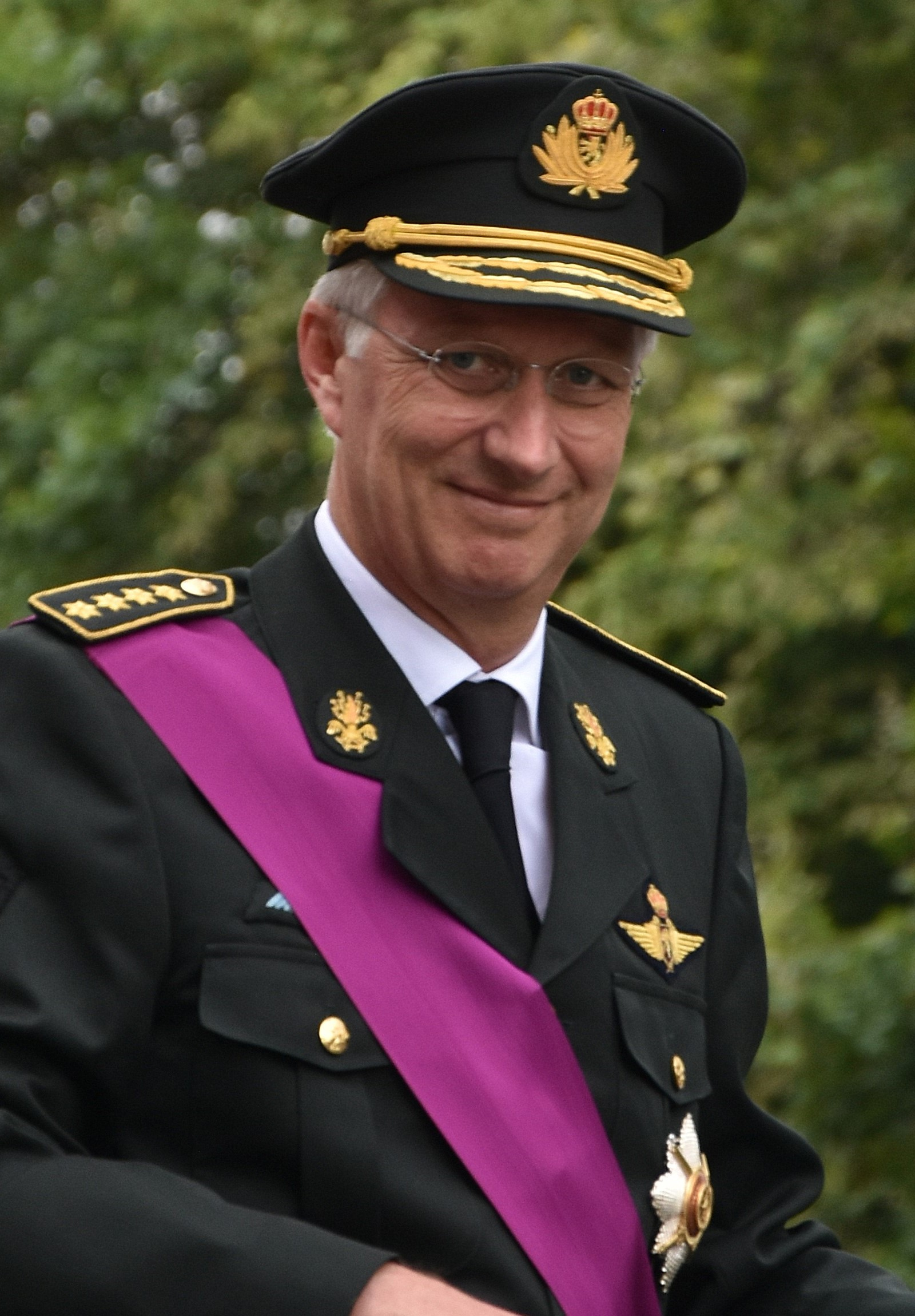
Philippe, Roi des Belges

Les autres membres de la famille royale belge sont également entourés de collaborateurs pour les fonctions qu'ils exercent au nom du Roi. Ce nombre de collaborateurs, lui aussi, est strictement réglementé par la loi du 27 novembre 2013. Ces collaborateurs sont intégrés dans diverses maisons et services : la « maison de Sa Majesté le Roi Albert II », le « Service de Son Altesse Royale la Princesse Astrid de Belgique » et le « Service de Son Altesse Royale le Prince Laurent de Belgique ».
Un comité de concertation, présidé par le secrétaire général de la maison du roi, élabore la politique générale du palais, propose un programme à moyen et à court terme ; il favorise la concertation, la communication et la coordination au sein de la maison du roi et avec les maisons et services des autres membres de la famille royale. Ce comité se réunit plusieurs fois par semaine, soit au niveau des collaborateurs du roi et de la reine, soit en format étendu aux conseillers des autres membres de la famille royale.
Le roi préside chaque lundi une réunion du comité de concertation réunissant le secrétaire général, le chef de cabinet, le directeur médias et communication, le chef de la maison militaire, le chef du protocole, l'intendant de la liste civile et le secrétaire de la reine.
| Fonction                                                  | Description | En poste                                                |
| --------------------------------------------------------- | --- | ------------------------------------------------------- |
| Cabinet du Roi                                            | |                                                         |
| - Chef de cabinet du Roi                                  | Il suit quotidiennement la vie politique, économique et sociale nationale pour en informer le roi. Il propose, prépare, assiste le roi pour les audiences politiques et la préparation de ses discours. | Vincent Houssiau                                        |
| - Conseiller diplomatique                                 | Il informe le roi de l'évolution de la politique internationale, assiste le roi dans la préparation de ses visites officielles à l'étranger et prépare les audiences du roi dans le domaine international. Il est également chef de cabinet adjoint. | Eugène Crijns                                           |
| - Conseiller juridique                                    | Il examine les documents soumis à la signature du roi et assiste le chef de cabinet. Il est également chef de cabinet adjoint. | Yves Coster                                             |
| - Directeur de communication du palais royal              | Il a pour mission d’organiser les activités publiques du roi et de la reine, en coopération avec les autres collaborateurs. | Xavier Baert                                            |
| - Directrice adjointe de communication du palais royal    | Elle organise les activités publiques et les déplacements du roi et de la reine. | Lore Vandoorne                                          |
| - Directrice du service des Requêtes et Affaires sociales | Elle traite les demandes d'assistance sociale adressées au roi, à la reine et aux autres membres de la famille royale. Elle conseille le roi en matière sociale et examine les demandes de faveurs royales et de félicitations de jubilaires. | Chantal Cooreman                                        |
| - Conseiller économique                                   | Il conseille le roi dans les matières économiques, prépare ses activités et visites dans ce domaine. Il assiste le membre de la famille royale chargé par le roi de présider les missions économiques belges à l'étranger, organisées conjointement par les régions et l'Agence fédérale pour le Commerce extérieur, en coordination avec le SPF Affaires étrangères, Commerce extérieur et Coopération au Développement. | Brent Van Tassel                                        |
| - Archiviste                                              | Il est chargé des archives du palais royal et des archives privées de la famille royale. | Baudouin D’Hoore                                        |
| Secrétariat Général du Roi                                | |                                                         |
| - Secrétaire général                                      | Elle suit quotidiennement les grands sujets de société en Belgique pour en informer le roi. Elle propose et prépare les activités du roi et de la reine dans le domaine sociétal et coordonne les audiences du roi avec les représentants de la société civile. Elle coordonne l'organisation de toutes les activités du roi et de la reine en Belgique et à l'étranger. Elle assure les contacts réguliers avec les maisons et services des membres de la famille royale et coordonne leurs activités. Elle préside les réunions de coordination entre les collaborateurs de la maison du roi. | Dominique Mineur                                        |
| - Chef du Protocole                                       | Le chef du protocole est chargé d'organiser et de mettre en œuvre les activités publiques du roi, ainsi que les activités conjointes du roi et de la reine en Belgique et à l'étranger, en coordination avec les différents collaborateurs. Il est assisté par deux chefs-adjoints du protocole. | Capt. Tom De Vleeschauwer                               |
| - Chefs-adjoints du Protocole                             | | Capt. Nancy Monteyne                                    |
| - Chefs-adjoints du Protocole                             | Hilde Vanden Berghe |                                                         |
| - Attaché à la maison du Roi                              | Il conseille le roi et la reine, notamment dans les matières culturelles. Il assiste le secrétaire général et le chef du protocole dans la préparation des activités royales. | Xavier Lepoivre                                         |
| - Conseiller à la maison du Roi                           | Il assiste le secrétaire général dans toutes ses tâches de coordination, dans ses contacts avec la société civile et dans l'organisation et la mise en œuvre des activités royales. | Pieter Van Loo                                          |
| - Commandant des palais royaux                            | Il dirige l'ensemble du personnel de service et d'entretien. Il est responsable de l'appui logistique aux activités du roi et des membres de la famille royale. Il est également responsable de la bonne marche de la vie quotidienne, de la maintenance et de l'entretien des palais, châteaux et résidences. | Col. Philippe Hoggart                                   |
| Maison Militaire du Roi                                   | |                                                         |
| - Chef de la maison militaire                             | Il aide le roi à exercer les attributions que la Constitution lui confère dans le domaine de la Défense. Il suit la situation de sécurité internationale et les prises de position des organisations internationales compétentes en la matière et en informe le roi. Il tient le roi informé de la situation, des moyens, du fonctionnement et des missions des forces armées dans le contexte de la politique étrangère belge, en étroite collaboration avec le cabinet du roi. | Gén.-maj. Guido Hart                                    |
| - Conseiller à la maison militaire                        | Officier supérieur, il assiste le chef de la maison militaire. | Lieut.-col. Yasmin Lemaire                              |
| - Aides de camp du Roi                                    | Officiers généraux ou supérieurs, ils sont chargés par le roi d'accompagner les visiteurs importants, ou peuvent le représenter quand il ne peut être présent en personne. | Lieut.-gén. V. Descheemaeker                            |
| - Aides de camp du Roi                                    | Officiers généraux ou supérieurs, ils sont chargés par le roi d'accompagner les visiteurs importants, ou peuvent le représenter quand il ne peut être présent en personne. | Gén.maj. J-P. Baugnée                                   |
| - Aides de camp du Roi                                    | Officiers généraux ou supérieurs, ils sont chargés par le roi d'accompagner les visiteurs importants, ou peuvent le représenter quand il ne peut être présent en personne. | Gén.maj. L. Geeraert                                    |
| - Aides de camp du Roi                                    | Officiers généraux ou supérieurs, ils sont chargés par le roi d'accompagner les visiteurs importants, ou peuvent le représenter quand il ne peut être présent en personne. | Gén.maj. B. Phaleg                                      |
| - Aides de camp du Roi                                    | Officiers généraux ou supérieurs, ils sont chargés par le roi d'accompagner les visiteurs importants, ou peuvent le représenter quand il ne peut être présent en personne. | Am. T. Botman                                           |
| - Aides de camp du Roi                                    | Officiers généraux ou supérieurs, ils sont chargés par le roi d'accompagner les visiteurs importants, ou peuvent le représenter quand il ne peut être présent en personne. | Col. S. Dutron                                          |
| - Officiers d'ordonnance du Roi                           | Ils sont, à tour de rôle, à disposition permanente du roi, l'accompagnant dans ses déplacements et l'assistant dans l'exécution pratique de ses tâches. |                                                         |
| - Officiers d'ordonnance du Roi                           | Ils sont, à tour de rôle, à disposition permanente du roi, l'accompagnant dans ses déplacements et l'assistant dans l'exécution pratique de ses tâches. |                                                         |
| - Officiers d'ordonnance du Roi                           | Ils sont, à tour de rôle, à disposition permanente du roi, l'accompagnant dans ses déplacements et l'assistant dans l'exécution pratique de ses tâches. |                                                         |
| Liste Civile du Roi                                       | |                                                         |
| - Intendant de la liste civile du roi                     | Il est chargé de la direction générale et de la gestion des ressources humaines, financières et matérielles de la maison du roi. Il a pour mission de gérer la totalité de la liste civile, c’est-à-dire le budget et les finances. Il est responsable des ressources humaines et s’occupe du personnel, dont il est juridiquement l’employeur. Il gère également la Collection Royale, qui appartient à l’État, et est mise à disposition du roi. Il s’occupe également du patrimoine privé du roi.                                                                                            | Amiral de division Luc De Maesschalck                   |
| - Trésorier de la liste civile                            | Il assiste l'intendant de la liste civile, principalement chargé du suivi des moyens financiers, de la comptabilité et de la gestion du personnel. | Valérie Wackens                                         |
| - Directeur des Chasses Royales                           | Il dirige l'ensemble du personnel des chasses royales, planifie, organise et conduit les activités de chasse, veille au respect de la réglementation et assure le contact avec les autorités compétentes. | Colonel Breveté d'Etat-Major e.r. Marc Semal.           |
| Secrétariat de la Reine                                   | |                                                         |
| - Secrétaire de Sa Majesté la reine                       | Elle conseille, coordonne et organise l’ensemble des activités publiques de la reine, au niveau national et international. La secrétaire s’entretient quotidiennement avec la reine, gère l’agenda des audiences et des réunions, et prépare les allocutions de la reine. La secrétaire fait des propositions de visites qui s’inscrivent dans les domaines d’intérêts de la reine, les organise et en assure le suivi. Elle suit de près les présidences d’honneur de la reine et propose des actions dans les différents domaines.                                                            | Ambassadeur Machteld Fostier                            |
| - Chargée de mission auprès de la reine                   | La Secrétaire de la Reine est assistée d'un Chargé de mission auprès de la Reine pour les activités dans le cadre des Objectifs du Développement Durable des Nations Unies. | Ambassadeur Jean-Louis Six                              |
| - Dames d'honneur de la reine                             | | Vicomtesse Laurence de Ghellinck d’Elseghem Vaernewijck |
| - Dames d'honneur de la reine                             | Melissa Maas-Van Waeyenberge |                                                         |
| - Dames d'honneur de la reine                             | Clotilde de Peñaranda de Franchimont |                                                         |
| - Dames d'honneur de la reine                             | Baronne Patricia Vlerick |                                                         |
| - Dames d'honneur de la reine                             | Lindsay Edwards |                                                         |

### Détachement de sécurité
La protection personnelle du monarque, de la famille royale ainsi que des domaines royaux, est assurée par 210 agents de la police fédérale, placés sous le commandement d'un Commissaire divisionnaire ; 110 personnes sont au service exclusif du chef de l'État. 
Ces dépenses ne figurent pas dans l’inventaire des dotations de l’État au profit de la famille royale. La sécurité est considérée comme une mission propre des pouvoirs publics, et relève de la responsabilité de la police et non de la Cour. Ces dépenses figurent au budget du département de l’Intérieur et non au budget de la famille royale.

### ???
En tant qu'administrateur-délégué de la Fondation Médicale reine Élisabeth et de l'ASBL, Les Œuvres de la reine, il en assure la gestion journalière. Il assure la liaison avec la direction de la Régie des Bâtiments ainsi qu'avec la Donation Royale, dont il est membre du conseil d'administration de par sa fonction.